# Avenida Brigadeiro Faria Lima (Guarulhos)
A Avenida Brigadeiro Faria Lima localizada no município de Guarulhos, é uma importante via arterial local que corta os bairros Bom Clima, Cocaia e Morros, ligando-os a outras vias importantes da cidade, como a Avenida Tiradentes, juntando cerca de 3,7 quilômetros de uma ponta a outra. A via conta com um perfil majoritariamente comercial em seu perímetro. Nos bairros e jardins ao redor da avenida, encontram-se diversos empreendimentos imobiliários para moradia, tornando às regiões ao redor da via atrativas a moradores, já que, em muitos casos, não necessitariam de se deslocar ao centro da cidade para fazer compras, tendo em vista a grande quantidade de negócios nas proximidades da avenida. Além de carecer de infraestrutura adequada, como faixas de pedestre, proteção nas calçadas, iluminação pública e pontos de ônibus mais modernos, a via também enfrenta saturação nos horários de pico devido ao alto fluxo de veículos e é uma das que mais "aplica" multas no município, também inundando em casos graves de chuva.